# Sauris lineosa
Sauris lineosa là một loài bướm đêm trong họ Geometridae.